# Stephen Stills
Stephen Arthur Stills (narozený 3. ledna 1945) je americký kytarista, zpěvák a písničkář, známý z působení ve skupinách Buffalo Springfield a Crosby, Stills, Nash and Young. V roce 2003 mu časopis Rolling Stone přidělil pozici č. 28 v seznamu 100 nejlepších kytaristů všech dob (100 největších kytaristů všech dob).

## Mládí
Stephen Stills se narodil 3. ledna 1945 v Dallasu ve státě Texas v rodině vojáka. V dětských letech se rodina často stěhovala a u mladého Stephena to mělo vliv na jeho zájem o blues a folk. Byl též ovlivněn hudbou s latinskoamerickými kořeny, poté co strávil své mládí v místech jako jsou Gainesville a Tampa na Floridě, Kostarika a Panama, kde také dokončil střední školu.
Stills opustil začátkem 60. let floridskou universitu a rozhodl se věnovat hudební kariéře. Hrál v několika neúspěšných skupinách, včetně The Continentals, ve kterých působil Don Felder, pozdější kytarista Eagles. Stills v té době působil též v Gerde's Folk City, známé kavárně v Greenwich Village.

## Diskografie
- They Call Us Au Go Go Singers (with The Au Go Go Singers), Roulette 1964
- Super Session (with Al Kooper and Mike Bloomfield), Columbia 1968
- Stephen Stills, Atlantic 1970
- Stephen Stills 2, Atlantic 1971
- Manassas (with Manassas), Atlantic 1972
- Down The Road (with Manassas), Atlantic 1973
- Stills, Columbia 1975
- Stephen Stills Live, Atlantic 1975
- Still Stills: The Best of Stephen Stills, Atlantic 1976
- Illegal Stills, Columbia 1976
- Long May You Run (with Neil Young), Reprise 1976
- Thoroughfare Gap, Columbia 1978
- Right By You, Atlantic 1984
- Stills Alone, Vision 1991
- Turnin' Back The Pages, Raven 2003
- Man Alive!, Titan/Pyramid 2005
- Just Roll Tape, Rhino 2007